# Gabonia nigroapicalis
Gabonia nigroapicalis là một loài bọ cánh cứng trong họ Chrysomelidae. Loài này được Scherer & Boppre miêu tả khoa học năm 1997.